# Psettichthys melanostictus
Tribu
Genre
Espèce
La plie à points noirs (Psettichthys melanostictus) est une espèce de poissons plats de la famille des Pleuronectidae. C'est la seule espèce du genre Psettichthys. Psettichthys est le seul genre de la tribu Psettichthyini.